# Kabinett Suárez II
Das Kabinett Suárez II war eine Regierung in Spanien, die am 5. Juli 1977 von Ministerpräsident Adolfo Suárez González von der Unión de Centro Democrático (UCD) gebildet wurde und die Übergangsregierung Suárez ablöste. Zuvor wurde am 15. Juni 1977 die Verfassunggebende Versammlung gewählt.
Aus diesen Wahlen ging die UCD von Suárez mit 34,5 Prozent als stärkste Kraft hervor und stellte 165 der 350 Abgeordneten. Zweitstärkste Kraft wurde die Partido Socialista Obrero Español (PSOE) von Felipe González, auf die 29,2 Prozent und 103 Mandate entfielen, während die rechtskonservative Alianza Popular (AP) um den früheren Innenminister Manuel Fraga Iribarne 8,1 Prozent der Wählerstimmen auf sich vereinigen konnte und mit 16 Abgeordneten drittstärkste Kraft im Abgeordnetenhaus wurde. Die Socialistes de Cataluyna (PSC-C) gewann als viertstärkste Kraft 4,8 Prozent und stellte 15 Abgeordnete. Die Partido Comunista de España (PCE) von Santiago Carrillo konnte 6,3 Prozent der Wählerstimmen auf sich vereinigen konnte und zog mit zwölf Abgeordneten ins Parlament ein. Auf die Convergència Democràtica de Catalunya (CDC) von Jordi Pujol entfielen 2,8 Prozent und elf Mandate.
Das Kabinett wurde im Boletín Oficial del Estado vom 5. Juli 1977 vorgestellt. Die Regierung wurde am 28. September 1977 sowie am 11. Februar 1978 zunächst geringfügig umgebildet. Laut Boletín Oficial del Estado vom 11. Februar 1977 wurde Leopoldo Calvo-Sotelo Minister ohne Geschäftsbereich für die Beziehungen zu den Europäischen Gemeinschaften (Ministro de Relaciones con las Comunidades Europeas, sin cartera). Im Februar 1978 kam es zu einer umfassenden Umbildung des Kabinetts, deren Zusammensetzung am 25. Februar 1978 im Boletín Oficial del Estado veröffentlicht wurde. Am 23. März 1979 übernahm Rodolfo Martín Villa kommissarisch das Amt des Justizministers und löste damit Landelino Lavilla ab. Nach der Wahl vom 1. März 1979 kam es am 6. April 1979 zur Bildung des Kabinett Suárez III.

## Mitglieder des Kabinetts
| Amt                                                                           | Amtsinhaber                                            | Beginn der Amtszeit           | Ende der Amtszeit              |
| ----------------------------------------------------------------------------- | ------------------------------------------------------ | ----------------------------- | ------------------------------ |
| Ministerpräsident                                                             | Adolfo Suárez                                          | 4. Juli 1977                  | 6. April 1979                  |
| Erster Vize-Ministerpräsident Verteidigungsminister                           | Manuel Gutiérrez Mellado                               | 4. Juli 1977                  | 6. April 1979                  |
| Zweiter Vize-Ministerpräsident Wirtschaftsminister                            | Enrique Fuentes Quintana Fernando Abril Martorell      | 4. Juli 1977 25. Februar 1978 | 25. Februar 1978 6. April 1979 |
| Dritter Vize-Ministerpräsident Politische Angelegenheiten                     | Fernando Abril Martorell                               | 4. Juli 1977                  | 25. Februar 1978               |
| Minister beim Ministerpräsidenten                                             | José Manuel Otero                                      | 4. Juli 1977                  | 6. April 1979                  |
| Außenminister                                                                 | Marcelino Oreja Aguirre                                | 4. Juli 1977                  | 6. April 1979                  |
| Innenminister                                                                 | Rodolfo Martín Villa                                   | 4. Juli 1977                  | 6. April 1979                  |
| Justizminister                                                                | Landelino Lavilla Rodolfo Martín Villa (kommissarisch) | 4. Juli 1977 23. März 1979    | 23. März 1979 6. April 1979    |
| Finanzminister                                                                | Francisco Fernández Ordóñez                            | 4. Juli 1977                  | 6. April 1979                  |
| Arbeitsminister                                                               | Manuel Jiménez de Parga Rafael Calvo Ortega            | 4. Juli 1977 25. Februar 1978 | 25. Februar 1978 6. April 1979 |
| Minister für Gesundheit und soziale Sicherheit                                | Enrique Sánchez de León                                | 4. Juli 1977                  | 6. April 1979                  |
| Minister für Industrie und Energie                                            | Alberto Oliart Agustín Rodríguez Sahagún               | 4. Juli 1977 25. Februar 1978 | 25. Februar 1978 6. April 1979 |
| Minister für Handel und Tourismus                                             | Juan Antonio García Díez                               | 4. Juli 1977                  | 6. April 1979                  |
| Minister für Transport und Kommunikation                                      | José Lladó Salvador Sánchez-Terán                      | 4. Juli 1977 25. Februar 1978 | 25. Februar 1978 6. April 1979 |
| Minister für öffentliche Arbeiten und Stadtplanung                            | Joaquín Garrigues Walker                               | 4. Juli 1977                  | 6. April 1979                  |
| Landwirtschaftsminister                                                       | José Enrique Martínez Genique Jaime Lamo de Espinosa   | 4. Juli 1977 25. Februar 1978 | 25. Februar 1978 6. April 1979 |
| Minister für Bildung und Wissenschaft                                         | Íñigo Cavero                                           | 4. Juli 1977                  | 6. April 1979                  |
| Kulturminister                                                                | Pío Cabanillas                                         | 4. Juli 1977                  | 6. April 1979                  |
| Minister ohne Geschäftsbereich                                                | Manuel Clavero Arévalo                                 | 4. Juli 1977                  | 25. Februar 1978               |
| Minister ohne Geschäftsbereich                                                | Ignacio Camuñas Solís                                  | 5. Juli 1977                  | 28. September 1977             |
| Minister ohne Geschäftsbereich                                                | Leopoldo Calvo-Sotelo                                  | 11. Februar 1977              | 25. Februar 1978               |
| Beigeordneter Minister für Regionen                                           | Manuel Clavero Arévalo                                 | 25. Februar 1978              | 6. April 1979                  |
| Beigeordneter Minister für die Beziehungen zu den Europäischen Gemeinschaften | Leopoldo Calvo-Sotelo                                  | 25. Februar 1978              | 6. April 1979                  |